# Блуно

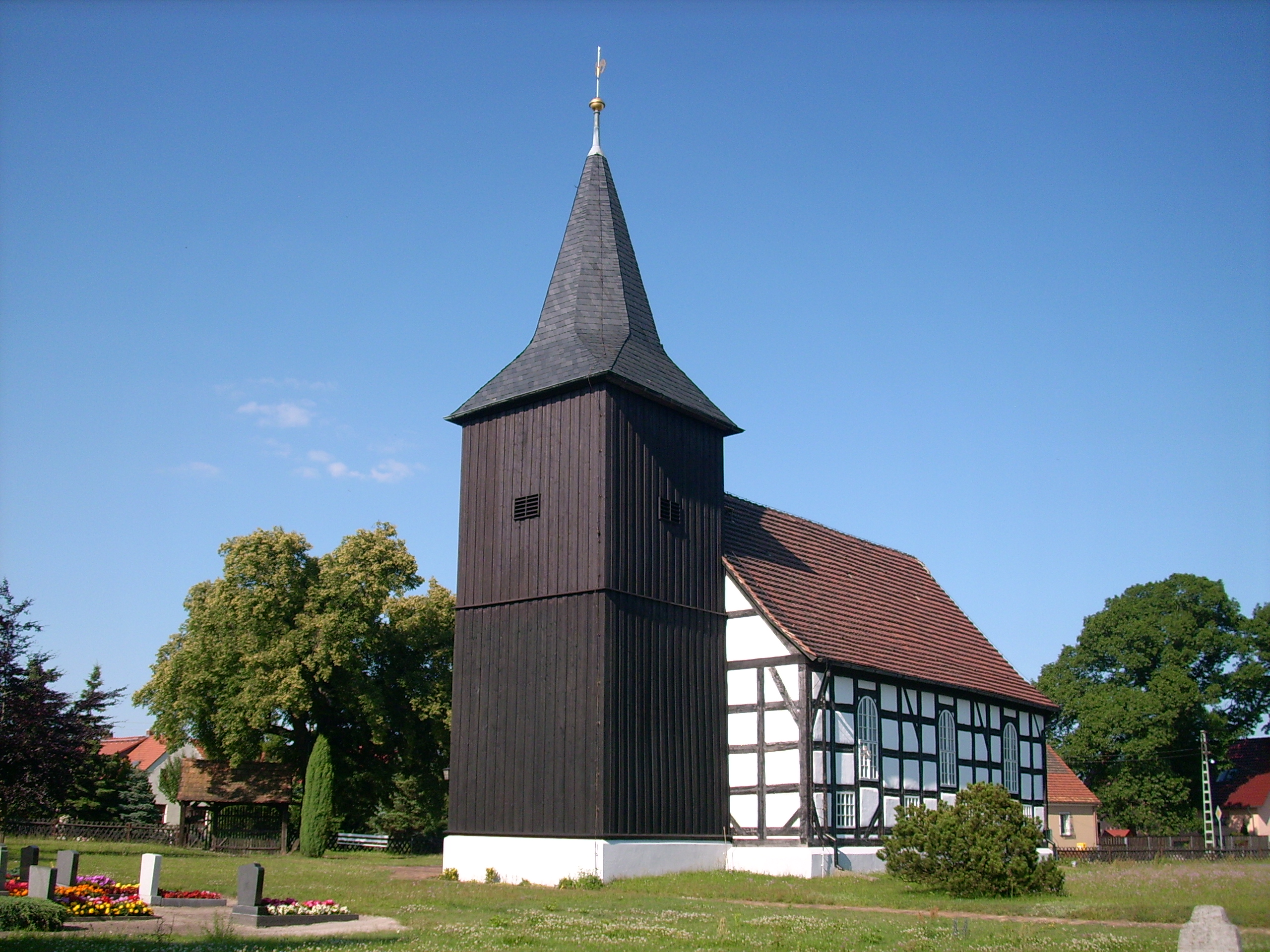
Лютеранский храм

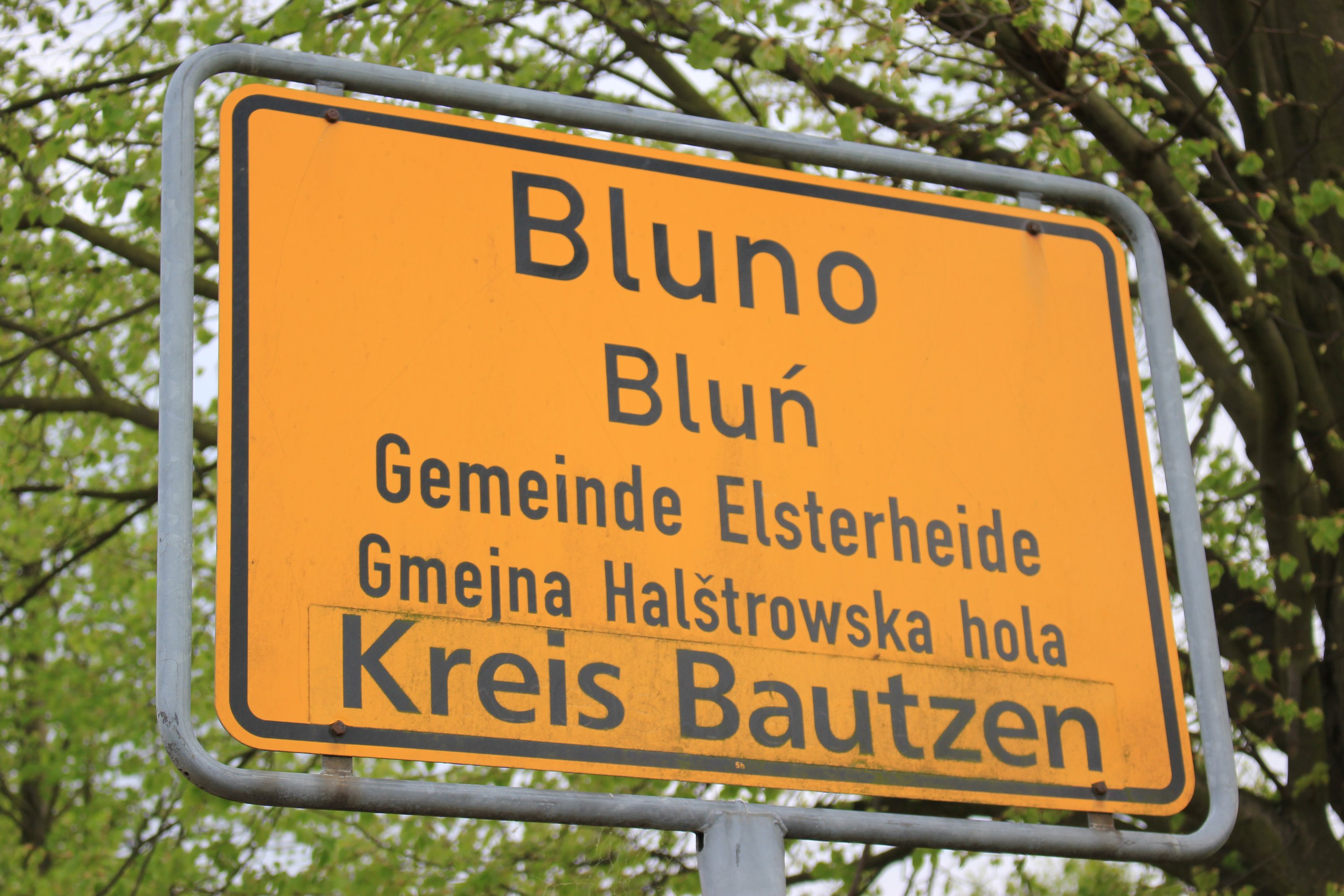
Дорожный указатель

Блу́но или Блунь (нем. Bluno; в.-луж. Bluńо файле) — деревня в Верхней Лужице, Германия. Входит в состав коммуны Эльстерхайде района Баутцен в земле Саксония. Подчиняется административному округу Дрезден.

## География
Находится в районе Лужицких озёр на северном берегу Южного Блунянского озера на самом севере Верхней Лужицы в 900 метрах южнее от границы с исторической областью Нижняя Лужица федеральной земли Бранденбург. Располагается примерно в десяти километрах на юго-восток от города Хойерсверда. Через деревню проходит автомобильная дорога 156 (Гросрешен — Вайсвассер).
Соседние населённые пункты: на востоке — деревня Заброд, на юго-западе за Южным Блунянским озером — деревня Бездовы коммуны Лёбау и на северо-западе, в земле Бранденбург — деревня Прожим (входит в городские границы Вельцова).

## История
Впервые упоминается в 1401 году под наименованием Blunde. В годы нацистского режима деревня носила название Блунау (1938—1945).
До 1995 года была центром одноимённой коммуны. С 1995 года входит в современную коммуну Эльстерхайде.
В настоящее время деревня входит в состав культурно-территориальной автономии «Лужицкая поселенческая область», на территории которой действуют законодательные акты земель Саксонии и Бранденбурга, содействующие сохранению лужицких языков и культуры лужичан.
Исторические немецкие наименования
- Blunde, 1401
- Blun, 1568
- Bluem, Bluhmen, 1635
- Bluyne, 1658
- Bluno, 1670
- Blunau, 1938—1945

## Население
Официальным языком в населённом пункте, помимо немецкого, является также верхнелужицкий язык.
Согласно статистическому сочинению «Dodawki k statisticy a etnografiji łužickich Serbow» Арношта Муки в 1884 году в деревне проживало 488 человек (из них — 481 серболужичанин (99 %)).
Лужицкий демограф Арношт Черник в своём сочинении «Die Entwicklung der sorbischen Bevölkerung» указывает, что в 1956 году при общей численности в 561 человек серболужицкое население деревни составляло 71,3 % (из них верхнелужицким языком владело 320 взрослых и 80 несовершеннолетних).
| 1825 | 1871 | 1885 | 1905 | 1925 | 1939 | 1946 | 1950 | 1964 | 1990 |
| ---- | ---- | ---- | ---- | ---- | ---- | ---- | ---- | ---- | ---- |
| 371  | 458  | 480  | 514  | 564  | 635  | 550  | 573  | 601  | 507  |